# Bagchaura
Bagchaura (nep. बागचौरा) – gaun wikas samiti w środkowej części Nepalu w strefie Dźanakpur w dystrykcie Dhanusa. Według nepalskiego spisu powszechnego z 2011 roku liczył on 1069 gospodarstw domowych i 5888 mieszkańców (3036 kobiet i 2852 mężczyzn).